# 隔山消
隔山消（学名：Cynanchum wilfordii）是夹竹桃科鹅绒藤属的植物。分布于朝鲜、日本以及中国大陆的湖南、湖北、山西、辽宁、江苏、四川、陕西、安徽、山东、甘肃、新疆、河南等地，生长于海拔800米至1,300米的地区，多生长于山谷、山坡、灌木丛中或路边草地，目前尚未由人工引种栽培。

## 别名
过山瓢、无梁藤、隔山撬（四川）